# Тиницкое
Тиницкое — озеро в Тверской области России, расположенное на территории Пеновского района.
Расположено в юго-восточной части района в 1 км к югу от посёлка Пено. Высота над уровнем моря — 205,5 м. площадь водной поверхности — 0,96 км². В озеро впадают реки Плотиченка и Орлинка. Восточная часть Тиницкого соединяется с Верхневолжским водохранилищем. Площадь водосбора озера — 67,7 км².

## Данные водного реестра
По данным государственного водного реестра России относится к Верхневолжскому бассейновому округу, водохозяйственный участок реки — Волга от истока до Верхневолжского бейшлота, речной подбассейн реки — бассейны притоков (Верхней) Волги до Рыбинского водохранилища. Речной бассейн реки — (Верхняя) Волга до Куйбышевского водохранилища (без бассейна Оки).
Код объекта в государственном водном реестре — 08010100111110000000346.